# El Camp de les Lloses
El Camp de les Lloses est un ancien vicus romain fondé entre les IIe et Ier siècles av. J.-C. et un site archéologique situé à Tona (comarque d'Osona), dans la province de Barcelone en Catalogne,. 
Le site de El Camp de les Lloses a été déclaré bien d'intérêt culturel en 1995 et monument historique, artistique et archéologique national en 2013.

## Historique
Les fouilles du site ont commencé en 1915, lorsque la « stèle ibérique de Tona » a été découverte par hasard. En 1944, à la suite de pluies torrentielles, un premier niveau d'habitat a été documenté, avec des structures de la période ibérique, et un deuxième niveau possible avec des restes humains enterrés avec des pierres situées chronologiquement autour des VIIe et VIe siècles av. J.-C. Au début des années 1990, un grand nombre de structures ont été identifiées sur toute la zone et en 1995, le site a été classé Bien culturel d'intérêt national (BCIN). À partir de cette date et jusqu'en 2006, des fouilles archéologiques et la muséification des vestiges découverts ont été activement menées.

## Centre d'interprétation
En juillet 2006, le Centre d'interprétation d'El Camp de les Lloses a été inauguré, élément de consolidation d'un projet à long terme qui a obtenu en 2008 le prix 1 % culturel du ministère espagnol du Développement. Dans le centre d'interprétation, le fonds archéologique du site est exposé et le modus vivendi des villageois d'El Camp de les Lloses est expliqué.